# Jesús Fernández Duro
Jesús Félix Fernández Duro (La Felguera, España, 18 de mayo de 1878 - San Juan de Luz, Francia, 9 de agosto de 1906) fue un aeronauta español Caballero de la Legión de Honor, fundador del Real Aero Club de España y primera persona en sobrevolar los Pirineos, entre otros logros.

## Biografía
Nació en 1878 en La Felguera (Langreo, Asturias), hijo de Pilar Duro y Matías Fernández Bayo, y nieto del empresario Pedro Duro, fundador de la primera gran siderurgia española. En esta localidad pasó su infancia con sus hermanos Dolores (futura Marquesa de la Felguera), Josefina, Pedro y Matías (su madre Pilar falleció después del parto de Jesús) hasta que se mudó a Francia donde estudió Ingeniería Mecánica en París y donde obtuvo el título de piloto de globo. Después de esto regresó a España donde hizo numerosas giras con su globo, el Alcotán, por diferentes puntos del país y fundó una empresa de importación y reparación de coches en Madrid. En 1902 realiza el mayor viaje en automóvil conocido hasta entonces, 10 000 kilómetros, al partir desde Gijón hasta Moscú y volver sin mapas. Tras varios intentos logra fundar en Madrid en 1905 el Real Aero Club de España, inspirado en el francés. Más tarde fue nombrado Caballero de Honor de la Legión francesa en París gracias a sus numerosos logros en competiciones internacionales.
En 1906 gana la Copa de los Pirineos, atravesando en globo y en solitario la cordillera que separa Francia de España, desde Pau a Granada, a la par que es la primera persona en ver los Pirineos desde el aire. Ese mismo año se convierte en el primer europeo que construye un aeroplano, para una de sus competiciones, el cual no puede estrenar debido a su prematura muerte. Falleció en San Juan de Luz debido a fiebres tifoideas, a la edad de 28 años. Además de ser condecorado con la Legión de Honor de Francia, lo fue también con la medalla del Automobile Club de France, el Aeroclub de Berlín y el Aeroclub de París por sus contribuciones al deporte y la ciencia aeronáutica. Su muerte ocupó varias páginas en la prensa francesa y española

### Círculo Aeronáutico Jesús F. Duro y homenajes

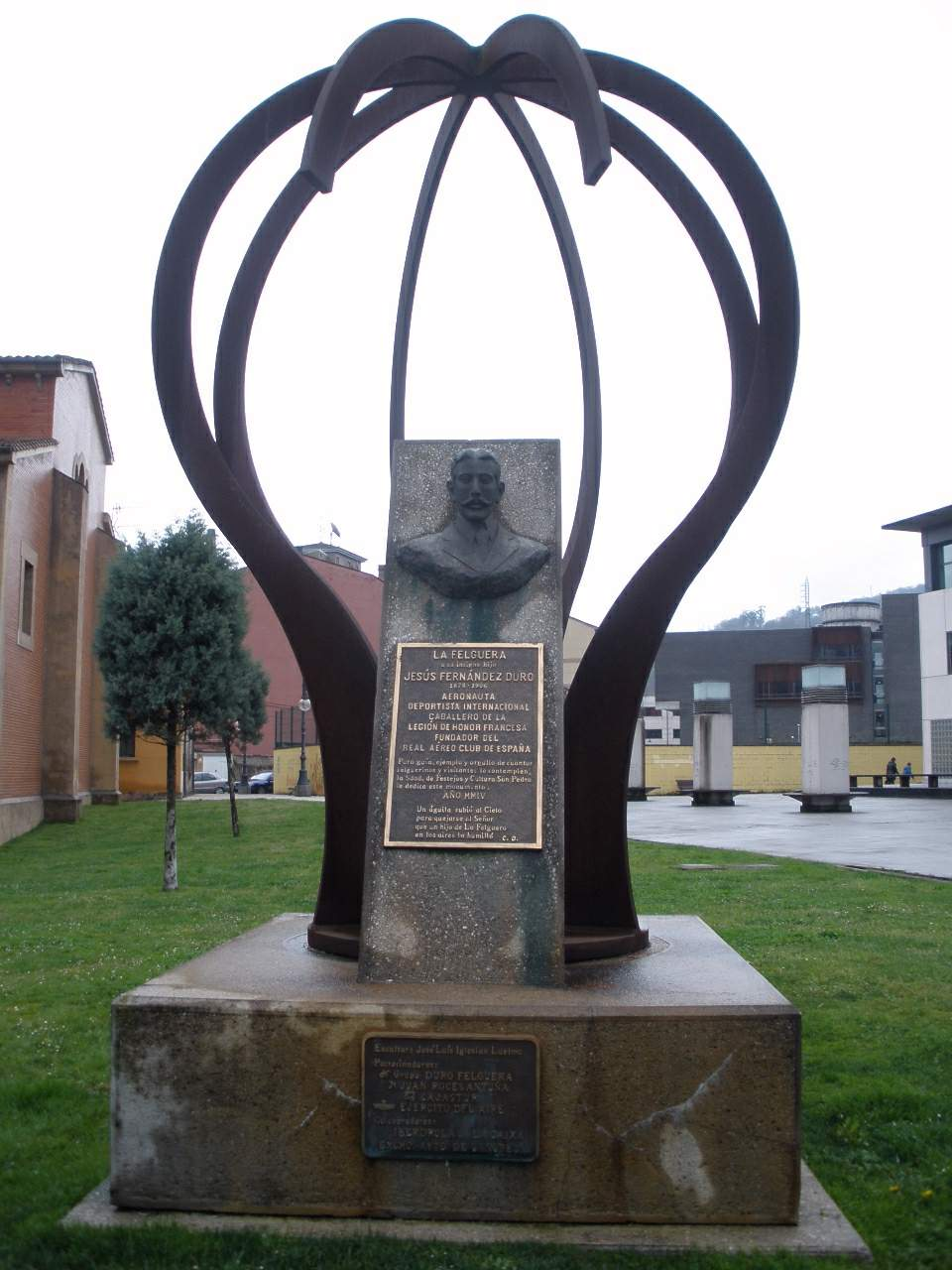
Monumento a Jesús F. Duro en La Felguera.

En el año 2004 se inauguró en su villa natal un monumento en honor al célebre aeronauta, que contó con la presencia del Ejército del Aire, un agregado de la embajada de Francia en España, el general jefe del Estado Mayor del Ejército del Aire, el presidente del Real Aero Club, los marqueses de La Felguera, reactores C-101 de Salamanca y helicópteros del Ejército, militares, diversas autoridades provinciales y civiles.
En 2005 se funda el Círculo Aeronáutico Jesús Fernández Duro, con sede en La Felguera, que desde 2010 publica la revista "Rescate". La entidad promovió el  “Memorial aeronauta Jesús Fernández Duro", origen del actual y mulitudinario Festival Aéreo de Gijón.
A lo largo de  2006 y 2007 se celebraron tanto en su localidad natal como en Francia numerosos actos con motivo del centenario de la travesía en globo de los Pirineos, en los que los Príncipes de Asturias fueron presidentes de honor y se publicó su biografía oficial. En el monumento felguerino se puede leer el siguiente cantar popular:
Un águila subió al cielo,

para quejarse al Señor,

que un hijo de La Felguera,

en los aires la humilló.

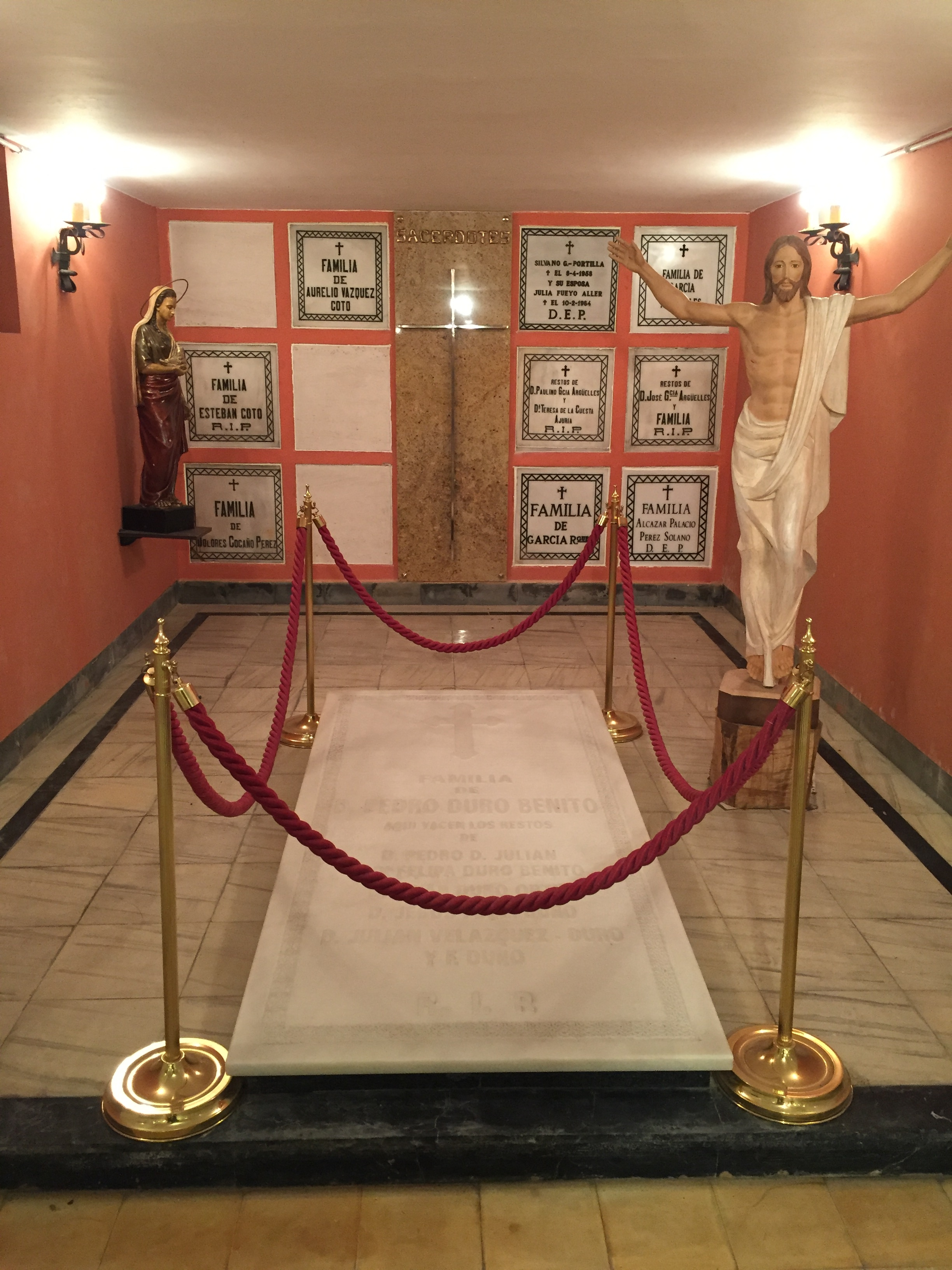
Cripta de la Iglesia de San Pedro de La Felguera con la tumba de la familia Duro donde reposan los restos de Jesús Fernández Duro.

Duro tiene sendas calles en La Felguera y Barcelona.

### Obra biográfica
- 2005 "Al encuentro con Jesús Fernández Duro", José David Vigil-Escalera
- 2006 "Jesús Fernández Duro. In Memóriam", VVAA